# Абдулах ибн Бандар ел Сауд
Абдулах ибн Бандар ел Сауд (арап. عبد الله بن بندر ال سعود Абдулах бин Бандар Ал Сауд), рођен је 7. августа 1986. године у Ријаду, Саудијска Арабија, је саудијски принц и замјеник гувернера Меке од 22. априла до 27. децембра и потом министар Националне гарде Саудијске Арабије од 27. децембра 2018.

## Биографија
Принц Абдулах ел Сауд је рођен у Ријаду 7. августа 1986. године и син је принца Бандар ибн Абдулазиз ел Сауда. Основне и средње студије завршио је у Ријаду. Године 2008. дипломирао је менаџмент и пословну администрацију на Универзитету краља Сауда у Ријаду. Затим је почео да ради за канцеларију принца Мухамеда ибн Салмана када је био специјални саветник за провинцију Ријад. Члан је Савета за политичка и безбедносна питања Саудијске Арабије.

### Каријера
Краљ Салман, тадашњи министар одбране именовао га је 25. марта 2012. године, за потпредседника омладинског центра који носи његово име. У јуну исте године пребачен је на двор новог престолонаследника Салмана ибн Абдулазиза. Пошто је постао суверен, Салман га је позвао да ради на краљевском двору.
Краљ Салман га је 22. априла 2017. именовао за заменика гувернера провинције Мека, место које је било упражњено више од 17 година. Указом краља Салмана именован је за министра Националне гарде 27. децембра 2018. године.

## Лични живот
Ожењен је Каримом, једном од ћерки шеика Халида ибн Ибрахима ибн Абд ел−Азиза ел−Ибрахима.